# Franc Jožef Jankovič
Oskrbnik slatenske graščine, ki je v urbarje zapisal nemško pesem in dve slovenski. Mednje sodi tudi Ena lepa pesem o pijanem možu in ženi, ki je nastala leta 1721. Bil je izobražen, saj je bil vešč slovenščine, nemščine in latinščine. Tako ga lahko umestimo v srednji socialni razred.